# Olympische Sommerspiele 1976/Leichtathletik – Marathon (Männer)

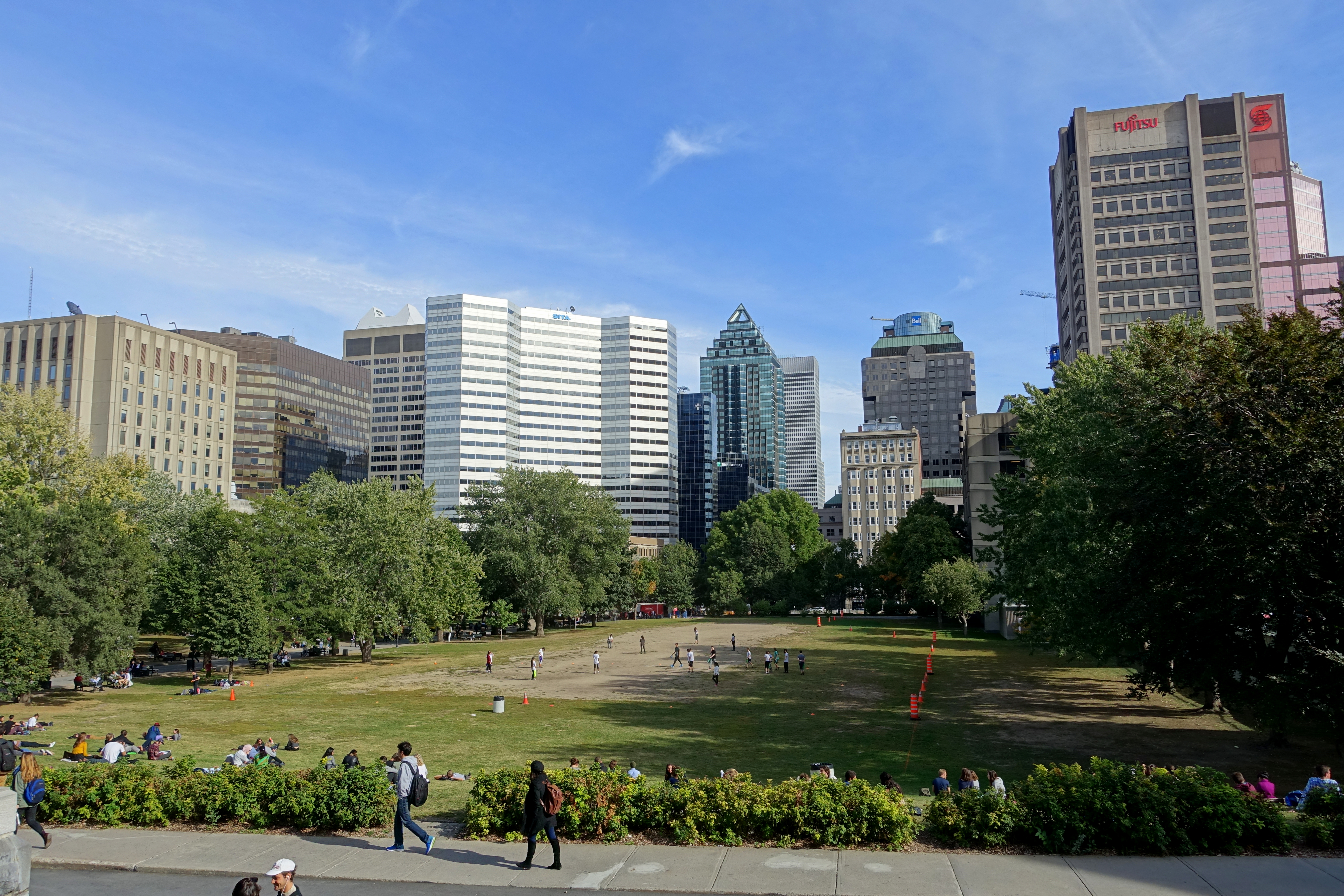
Gelände der McGill University in Montreal

Der Marathonlauf der Männer bei den Olympischen Spielen 1976 in Montreal wurde am 31. Juli 1976 ausgetragen. Start und Ziel war das Olympiastadion Montreal. 67 Athleten nahmen teil, von denen sechzig das Ziel erreichten.
Gold gewann Waldemar Cierpinski aus der DDR. Der US-amerikanische Olympiasieger von 1972 Frank Shorter errang Silber. Bronze ging an den Belgier Karel Lismont.
Für die Bundesrepublik Deutschland ging Günter Mielke an den Start, der den Lauf auf Platz 54 beendete.

Läufer aus der Schweiz, Österreich und Liechtenstein nahmen nicht teil.

## Rekorde/Bestleistungen
Offizielle Rekorde wurden damals in dieser Disziplin außer bei Meisterschaften und Olympischen Spielen aufgrund der unterschiedlichen Streckenbeschaffenheiten nicht geführt.

### Bestehende Rekorde/Bestleistungen
| Weltbestzeit       | 2:08:33,6 h | Derek Clayton ( Australien) | Antwerpen, Belgien | 30. Mai 1969     |
| Olympischer Rekord | 2:12:11,2 h | Abebe Bikila ( Äthiopien)   | OS Tokio, Japan    | 21. Oktober 1964 |

### Rekordverbesserung
Olympiasieger Waldemar Cierpinski aus der DDR verbesserte den bestehenden olympischen Rekord um 2:16,2 min auf 2:09:55,0 h. Die Weltbestzeit verfehlte er um 1:21,4 min.

## Streckenführung
Das Rennen wurde im Olympiastadion Montreal gestartet. Nach anderthalb Runden führte die Strecke heraus aus dem Stadion in Richtung Nordosten auf der Rue Sherbrooke. An der Rue Dickson bog die Route nach links in Richtung Nordwesten ab und führte anschließend mit einigen Kurven und Bögen durch das Arrondissement Saint-Léonard bis zum Rivière des Prairies. Im Arrondissement Montréal-Nord ging es weiter Richtung Südwesten entlang dem Flussverlauf durch das Arrondissement Ahuntsic-Cartierville. Am Boulevard de l’Acadie richtete sich der Kurs wieder nach Osten, kreuzte den Trans-Canada Highway und erreichte im Arrondissement Outremont den Parc du Mont-Royal. Die Strecke führte nun um die McGill University herum und erreichte so wieder die Rue Sherbrooke, auf der es Richtung Nordosten zurück ins Olympiastadion ging. Dort befand sich nach einer letzte Runde der Zieleinlauf.

## Rennverlauf und Endergebnis

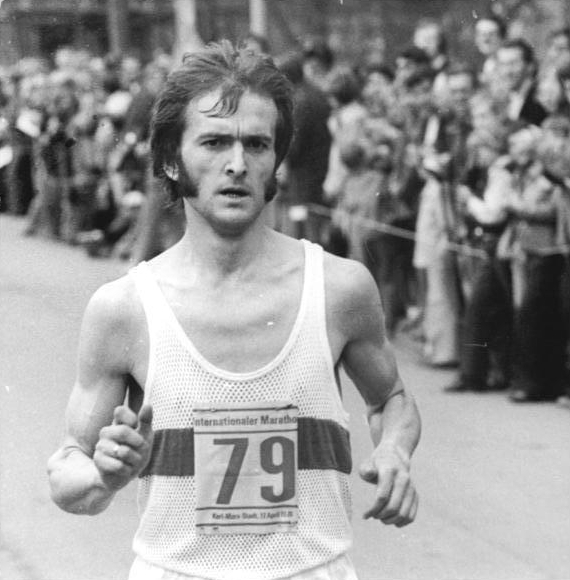
Olympiasieger Waldemar Cierpinski

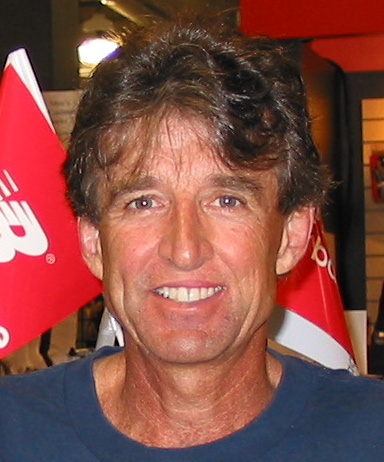
Nach Gold 1972 errang Frank Shorter hier die Silbermedaille

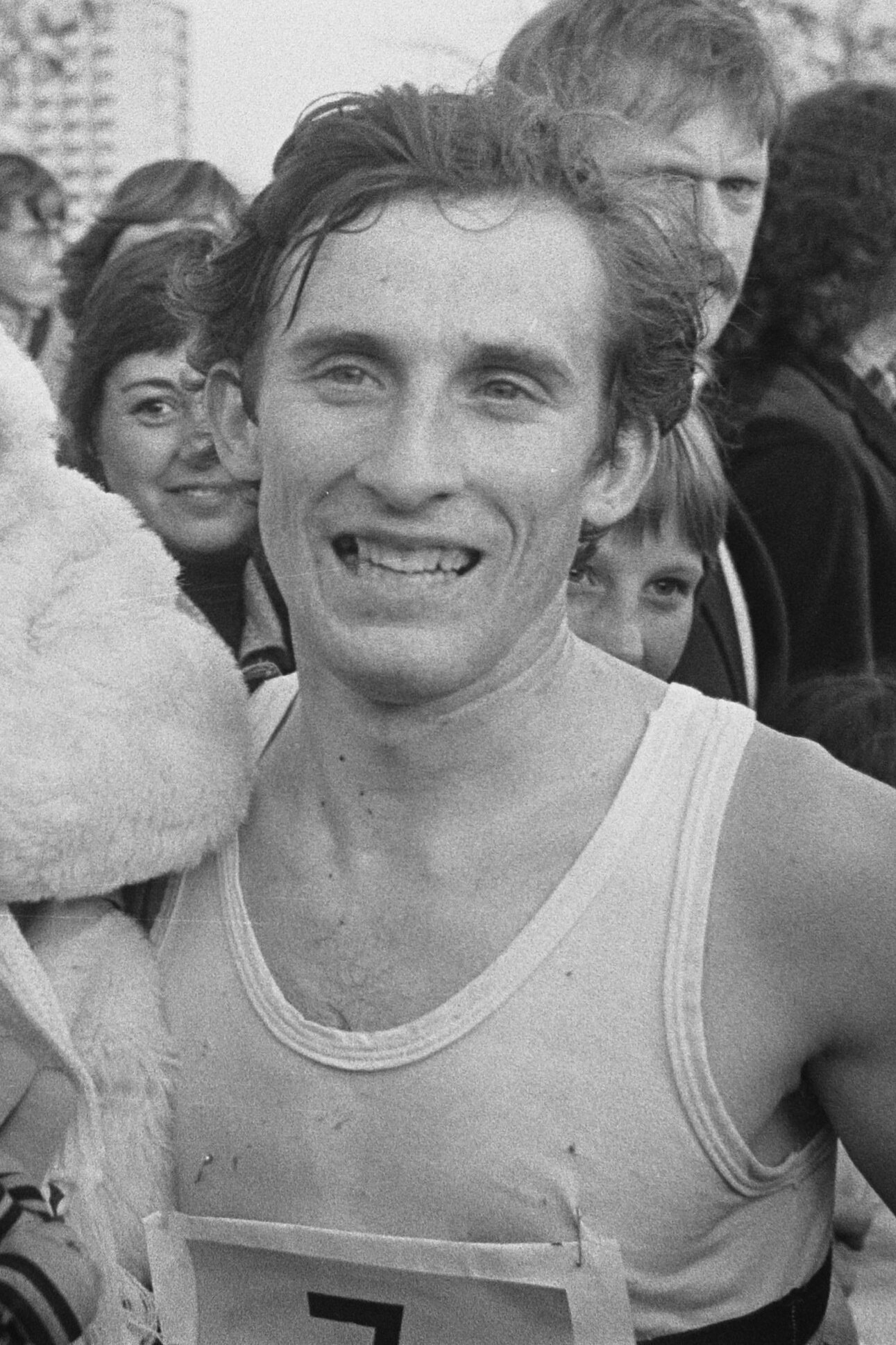
Bronzemedaillengewinner Karel Lismont – vier Jahre zuvor hatte er Silber gewonnen

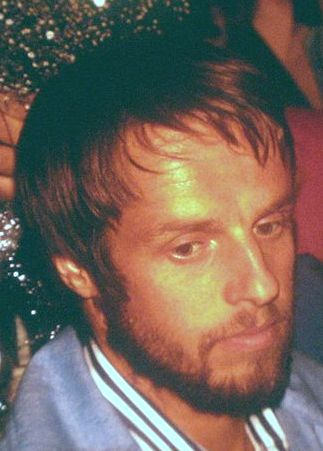
Lasse Virén – Rang fünf nach zweimal Gold auf den Bahnlangstrecken

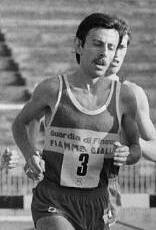
Franco Fava erreichte Platz acht

Datum: 31. Juli 1976, 17.30 Uhr Ortszeit (UTC−5)
| Platz | Name                | Nation          | Zeit        | Anmerkung |
| ----- | ------------------- | --------------- | ----------- | --------- |
| 1     | Waldemar Cierpinski | DDR             | 2:09:55,0 h | OR        |
| 2     | Frank Shorter       | USA             | 2:10:45,8 h |           |
| 3     | Karel Lismont       | Belgien         | 2:11:12,6 h |           |
| 4     | Don Kardong         | USA             | 2:11:15,8 h |           |
| 5     | Lasse Virén         | Finnland        | 2:13:10,8 h |           |
| 6     | Jerome Drayton      | Kanada          | 2:13:30,0 h |           |
| 7     | Leonid Mossejew     | Sowjetunion     | 2:13:33,4 h |           |
| 8     | Franco Fava         | Italien         | 2:14:24,6 h |           |
| 9     | Aljaksandr Gozki    | Sowjetunion     | 2:15:34,0 h |           |
| 10    | Henri Schoofs       | Belgien         | 2:15:52,4 h |           |
| 11    | Shivnath Singh      | Indien          | 2:16:22,0 h |           |
| 12    | Chang Sop-choe      | Nordkorea       | 2:16:33,2 h |           |
| 13    | Massimo Magnani     | Italien         | 2:16:56,4 h |           |
| 14    | Göran Bengtsson     | Schweden        | 2:17:39,6 h |           |
| 15    | Kazimierz Orzeł     | Polen           | 2:17:43,4 h |           |
| 16    | Håkan Spik          | Finnland        | 2:17:50,6 h |           |
| 17    | Jack Foster         | Neuseeland      | 2:17:53,4 h |           |
| 18    | Mario Cuevas        | Mexiko          | 2:18:08,8 h |           |
| 19    | Rodolfo Gómez       | Mexiko          | 2:18:21,2 h |           |
| 20    | Shigeru Sō          | Japan           | 2:18:26,0 h |           |
| 21    | Noriyasu Mizukami   | Japan           | 2:18:44,2 h |           |
| 22    | Anacleto Pinto      | Portugal        | 2:18:53,4 h |           |
| 23    | José de Jesús       | Puerto Rico     | 2:19:34,8 h |           |
| 24    | Juri Welikorodnych  | Sowjetunion     | 2:19:45,6 h |           |
| 25    | Jos Hermens         | Niederlande     | 2:19:48,2 h |           |
| 26    | Jeff Norman         | Großbritannien  | 2:20:04,8 h |           |
| 27    | Jukka Toivola       | Finnland        | 2:20:26,6 h |           |
| 28    | Jørgen Jensen       | Dänemark        | 2:20:44,6 h |           |
| 29    | Michail Kousis      | Griechenland    | 2:21:42,0 h |           |
| 30    | Tom Howard          | Kanada          | 2:22:08,8 h |           |
| 31    | Keith Angus         | Großbritannien  | 2:22:18,6 h |           |
| 32    | Akio Usami          | Japan           | 2:22:29,6 h |           |
| 33    | Rigoberto Mendoza   | Kuba            | 2:22:43,2 h |           |
| 34    | Fernand Kolbeck     | Frankreich      | 2:22:56,8 h |           |
| 35    | Chris Wardlaw       | Australien      | 2:23:56,8 h |           |
| 36    | Wayne Yetman        | Kanada          | 2:24:17,4 h |           |
| 37    | Hüseyin Aktaş       | Türkei          | 2:24:30,0 h |           |
| 38    | Veli Balli          | Türkei          | 2:24:47,0 h |           |
| 39    | James McNamara      | Irland          | 2:24:57,2 h |           |
| 40    | Bill Rodgers        | USA             | 2:25:14,8 h |           |
| 41    | Hipólito López      | Honduras        | 2:26:00,0 h |           |
| 42    | Danny McDaid        | Irland          | 2:27:07,2 h |           |
| 43    | Eusebio Cardoso     | Paraguay        | 2:27:22,8 h |           |
| 44    | Kim Chang-son       | Nordkorea       | 2:27:38,8 h |           |
| 45    | Barry Watson        | Großbritannien  | 2:28:32,2 h |           |
| 46    | Agustín Fernández   | Spanien         | 2:28:37,8 h |           |
| 47    | Jerzy Gros          | Polen           | 2:28:45,8 h |           |
| 48    | Jairo Cubillos      | Kolumbien       | 2:29:04,4 h |           |
| 49    | Luis Raudales       | Honduras        | 2:29:25,0 h |           |
| 50    | Baikuntha Manandhar | Nepal           | 2:30:07,0 h |           |
| 51    | Antonio Baños       | Spanien         | 2:31:01,6 h |           |
| 52    | Koh Chun-son        | Nordkorea       | 2:31:54,8 h |           |
| 53    | Víctor Serrano      | Puerto Rico     | 2:34:59,6 h |           |
| 54    | Günter Mielke       | BR Deutschland  | 2:35:44,8 h |           |
| 55    | Neil Cusack         | Irland          | 2:35:47,2 h |           |
| 56    | Tau John Tokwepota  | Papua-Neuguinea | 2:38:04,6 h |           |
| 57    | Víctor Idava        | Philippinen     | 2:38:23,2 h |           |
| 58    | Raymond Swan        | Bermuda         | 2:39:18,4 h |           |
| 59    | John Kokinai        | Papua-Neuguinea | 2:41:49,0 h |           |
| 60    | Lucio Guachalla     | Bolivien        | 2:45:31,8 h |           |
| DNF   | David Chettle       | Australien      |             |           |
| DNF   | Giuseppe Cindolo    | Italien         |             |           |
| DNF   | Thancule Dezart     | Haiti           |             |           |
| DNF   | Ross Haywood        | Australien      |             |           |
| DNF   | Santiago Manguán    | Spanien         |             |           |
| DNF   | Rafael Mora         | Kolumbien       |             |           |
| DNF   | Kevin Ryan          | Neuseeland      |             |           |
| DNS   | Charles Olemus      | Haiti           |             |           |
| DNS   | Ilie Floroiu        | Rumänien        |             |           |
| DNS   | Gaston Roelants     | Belgien         |             |           |
| DNS   | Carlos Lopes        | Portugal        |             |           |

Das Rennen erfolgte bei nassem und regnerischem Wetter, die Bedingungen waren nicht sehr angenehm für die Läufer. Lange Zeit blieb das Feld um den Olympiasieger von 1972 Frank Shorter aus den USA und den Finnen Lasse Virén beisammen. Erst nach der Hälfte der Strecke bildete sich eine Spitzengruppe von fast zwanzig Läufern, zu der neben Shorter und Virén auch der DDR-Athlet Waldemar Cierpinski, der Belgier Karel Lismont und Don Kardong aus den USA gehörten. Bei Kilometer 28 zog Shorter das Tempo an. Cierpinski konnte mitgehen, der Rest des Feldes verlor den Anschluss. Knapp zehn Kilometer vor dem Ziel verschärfte Cierpinski das Tempo, sein Gegner konnte nicht mehr folgen. Cierpinskis Abstand zu Shorter vergrößerte sich immer weiter. Mit einem Vorsprung von rund fünfzig Sekunden erreichte Waldemar Cierpinski das Stadion und wurde Olympiasieger vor Frank Shorter, der sich nach der Goldmedaille von München hier Silber sicherte. Eine knappe halbe Minute hinter Shorter kam Karel Lismont ins Ziel und gewann mit drei Sekunden Vorsprung auf Don Kardong die Bronzemedaille. Lasse Virén belegte Rang fünf. Somit war sein Vorhaben gescheitert, wie der Tschechoslowake Emil Zátopek bei den Olympischen Spielen 1952 von Helsinki drei Goldmedaillen auf den Langstrecken über 5000 und 10.000 Meter sowie im Marathonlauf zu gewinnen. Allerdings stellt Viréns Ergebnis mit zwei Goldmedaillen und dem hier erreichten fünften Platz ohne Zweifel eine große Leistung dar.
Waldemar Cierpinski wurde erster Olympiasieger und gleichzeitig erster Medaillengewinner für die DDR im Marathonlauf, zugleich erster deutscher Medaillengewinner in dieser Disziplin.

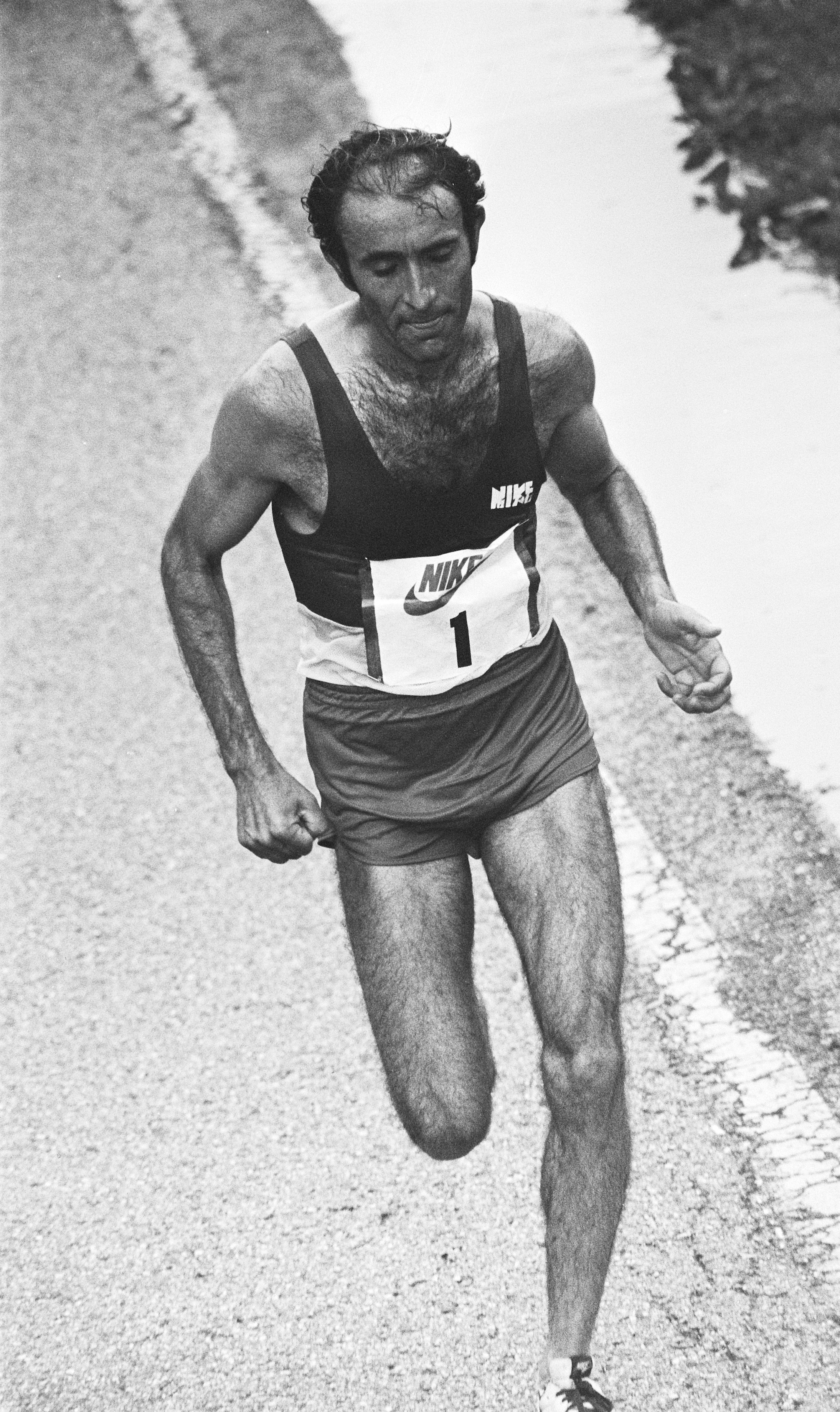
Rodolfo Gómez wurde Neunzehnter
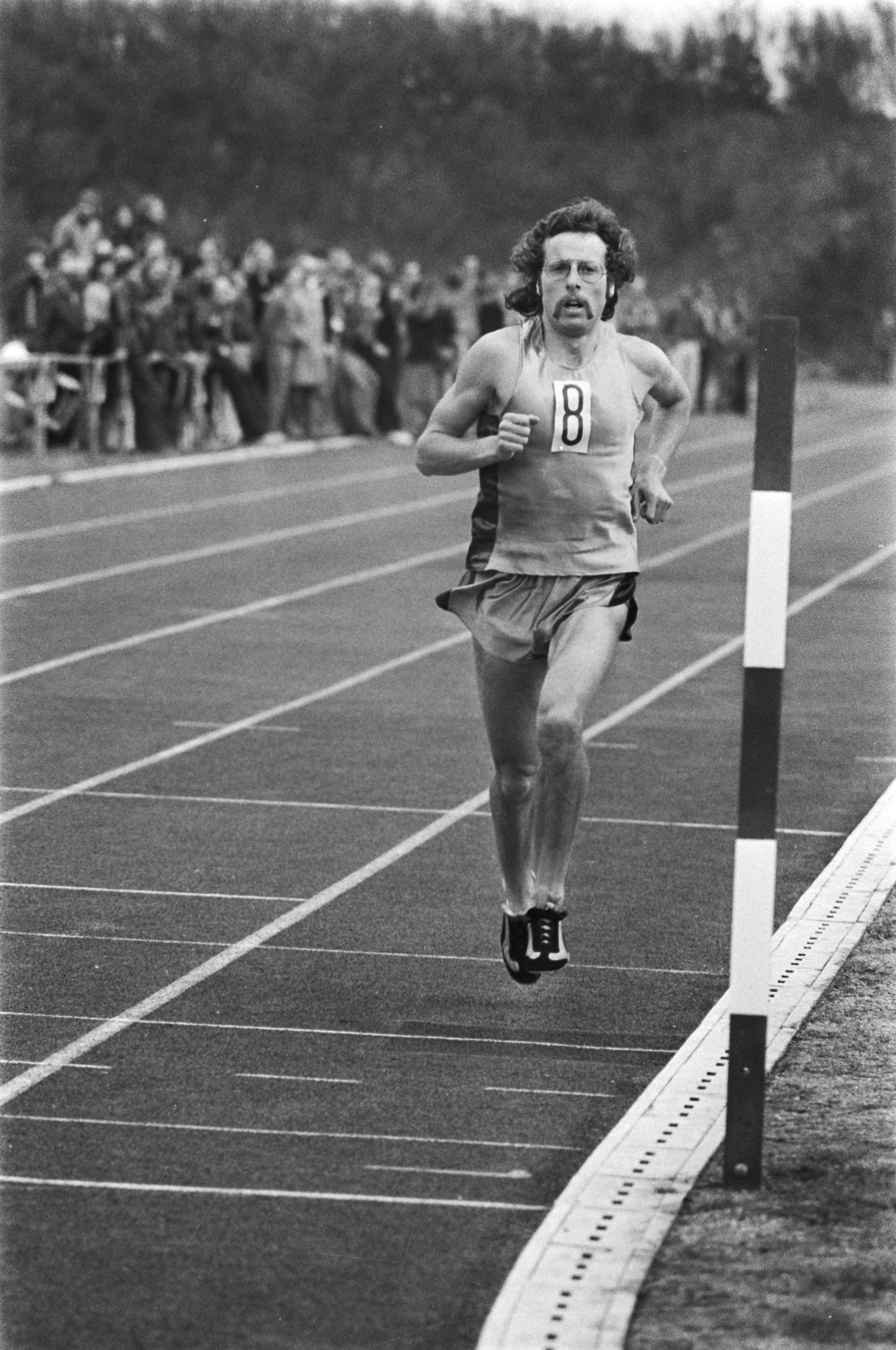
Jos Hermens belegte Rang 25
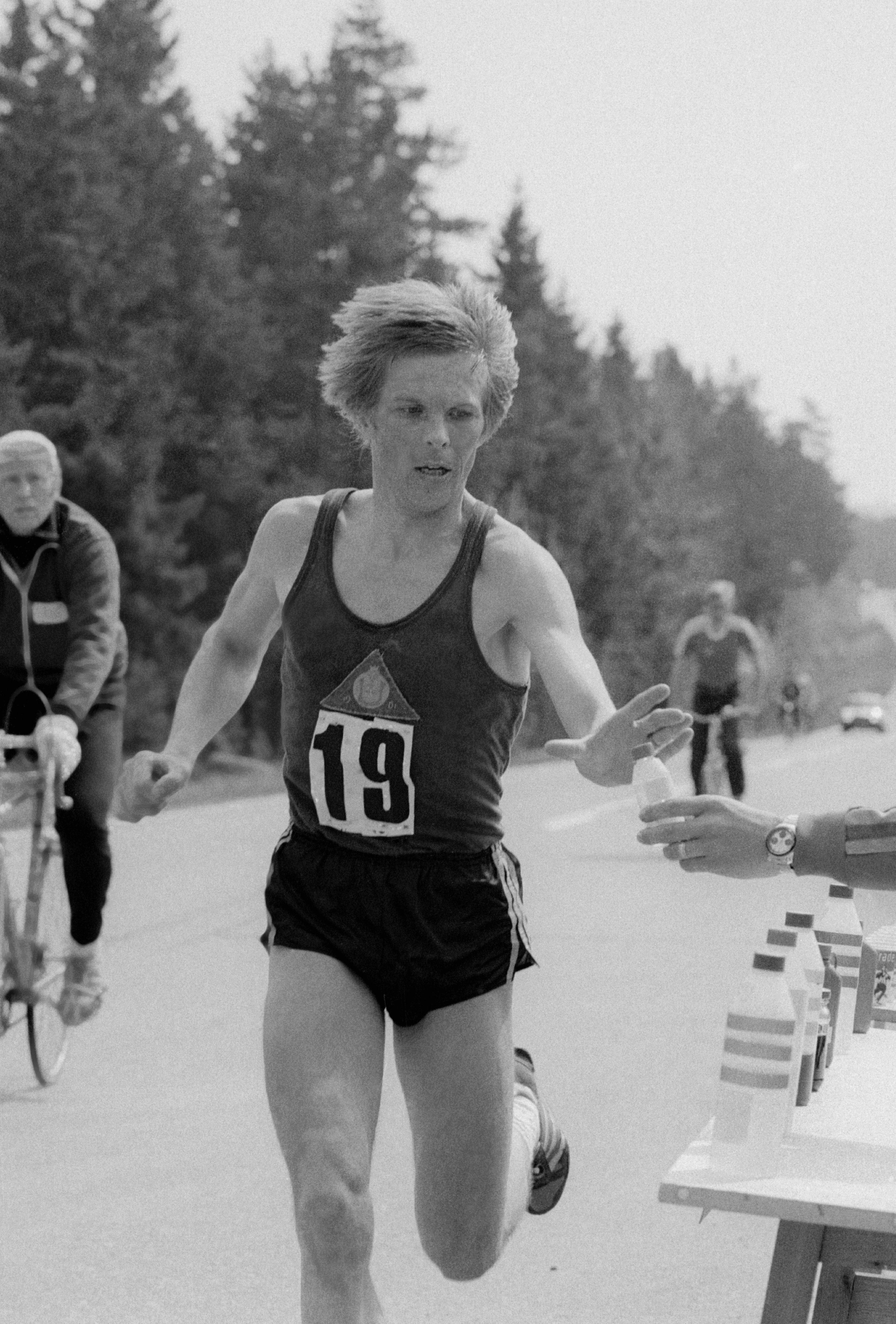
Jukka Toivola – Platz 27

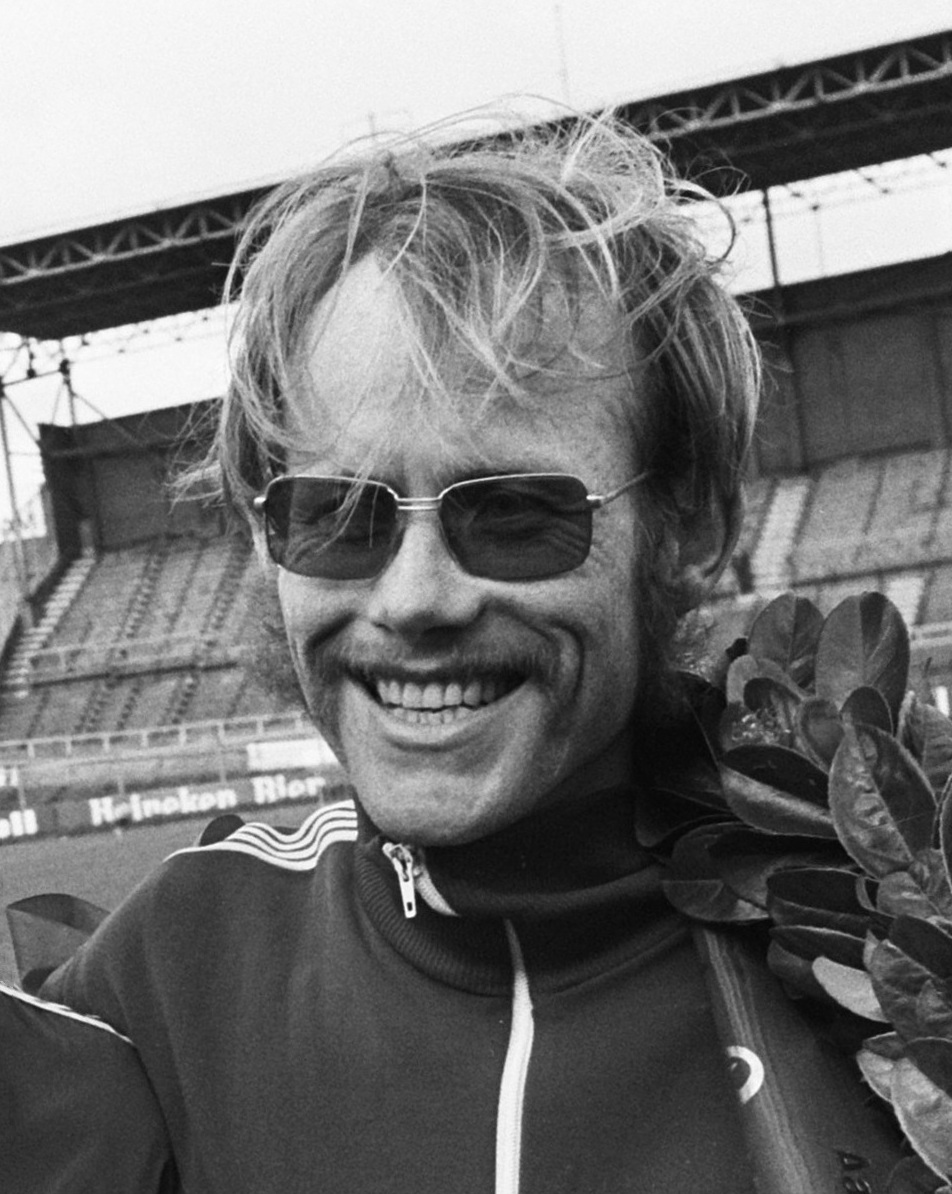
Jørgen Jensen kam auf Rang 28
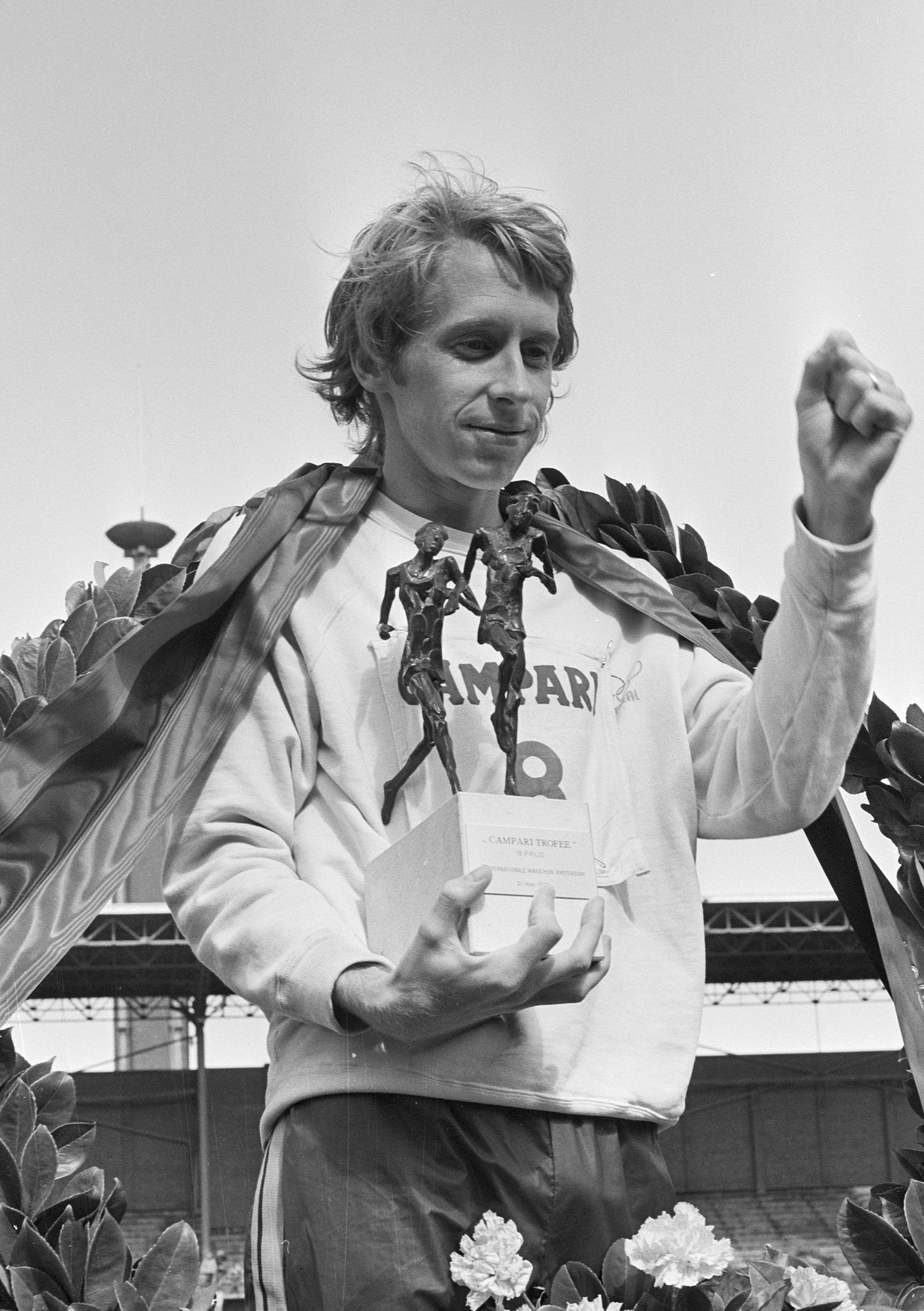
Bill Rodgers wurde Vierzigster

## Videolinks
- Montreal 1976 Olympic Marathon (highlights), youtube.com, abgerufen am 10. Oktober 2021
- The Classic That Was The 1976 Men's Olympic Marathon, youtube.com, abgerufen am 10. Oktober 2021
- 26 Times in a Row - Mens Marathon, Olympic Games, Montreal 1976, veröffentlicht am 13. Dezember 2012 auf youtube.com, abgerufen am 13. Dezember 2017